# Cordia obliqua
Cordia obliqua är en strävbladig växtart som beskrevs av Carl Ludwig von Willdenow. Cordia obliqua ingår i släktet Cordia, och familjen strävbladiga växter. Inga underarter finns listade i Catalogue of Life.